# Iselmeletica flabellicornis
Iselmeletica flabellicornis es una especie de coleóptero de la familia Meloidae.

## Distribución geográfica
Habita en Transvaal en (Sudáfrica).